# L.A.ノワール
L.A.ノワール（英名:L.A. Noire）は、オーストラリアの開発会社Team Bondiが開発、アメリカのロックスター・ゲームスから2011年に発売されたコンピュータゲームソフト。日本ではロックスターの親会社であるテイクツー・インタラクティブの日本法人が販売を実際に担当する。ジャンルは推理の比重が重いオープンワールドのアクションアドベンチャーゲーム。
当初はPlayStation 3専用ソフトとしての発売を予定していたが、最終的にはXbox 360とのマルチプラットフォームソフトとして発売。
海外ではPC版も家庭用ハード版から半年後に発売している。
2017年11月14日（日本では12月7日）には、次世代機用（PlayStation 4、Xbox One、Nintendo Switch）にグラフィック改善などのリマスター版が発売された。

## 概要
ゲームでは忠実に再現された1947年のロサンゼルスを舞台に、プレイヤーはロサンゼルス市警の刑事となり、各部署で事件に潜む謎に挑んでいく。
ゲームタイトルの『ノワール（Noire）』が示す通り、このゲームはストーリー内容や映像効果等にフィルム・ノワールの手法や雰囲気を盛り込み、ゲーム中でも独自の色表現を用いるなどフィルム・ノワールをオマージュしている。
腐敗や麻薬が横行している街、ジャズがメインのバックミュージック、そんな戦後を意識したゲーム設定も、40年代の刑事ものによく用いられていた、ストーリーを盛り上げる時代背景描写の方法から来ている。
多くの映画の引用から成り立っているストーリーが特徴的で、D・W・グリフィスやフリッツ・ラングといった古典ハリウッド映画の巨匠たちへのオマージュに満ちた作品である。
L.A.ノワールは、Team Bondiのオリジナルゲームエンジンとライトスプリント（Lightsprint）社のリアルタイムGI技術による表現力でも注目されている。32個ものカメラで全方位から、ゲームキャラクターを演じる俳優の顔の表情を読み取り、ゲーム中に反映させるという新しいモーションスキャン技術も用いられている
ストーリー上の事件は、ゲーム用にアレンジされているものの、1947年当時、ロサンゼルスを含むアメリカ国内で実際に発生した事件を基にしている。
メイン以外にも、車で移動中にも様々な事件が発生する、「ストリート・クライム」が存在する。
ゲーム中では、エルジン、ロンジン、ヴァシュロン・コンスタンタン、ティファニー等の実在のブランド品やラジオチューナー、実車が登場する。

## ゲームシステム
- 捜査の進行状況は、主人公の手帳に自動で記載され、事情聴取や目的地設定に使用できる。
- 被害者やその家族、事件関係者、容疑者、事件の目撃者の答えが、「嘘」か「真実」か「疑わしい」かを判断する必要がある。選択によっては、捜査情況が変化する。
- 事件解決後、プレイヤーの情況が事件報告書にて評価される。星の数で評価され、証拠品不足、尋問の間違い、移動中に一般市民や警察官をひいたり、物損事故を起こしその被害額が多くなると評価が大幅に下がってしまう。
- 金銭の概念がなくストリートクライムをクリア、事情聴取や取り調べした結果に応じて直感ポイントとランクアップを取得できる。
- 街の移動手段は自動車のみだが、相棒に運転させて目的地に向かうことが可能である(ジャックを操作するケースでも可能)。
- メインストーリーでは、被疑者を車や走って追いかけて見失う、高台から下に転落又は銃撃戦で死亡した場合は、それを3回失敗するとスキップすることができる。
- ライフは自動回復型を採用している。
- セーブはオート式である。

## メインストーリー
時は1947年のロサンゼルスの街では、殺人や汚職が横行し、殺人事件の数も増加の一途をたどり街の歴史の中でも、もっとも暴力的な時代であった…。
1920年生まれの主人公である「コール・フェルプス」が配属され、正義と昇進を求めるなか、新米のパトロール課から始まり、交通課、殺人課、風紀犯罪課、放火特捜課へと次々と事件を解決していくが…。
フェルプスは、この年にロサンゼルスで実際に起きた犯行をもとにした犯罪や策略、陰謀に立ち向かうことになるのだが…。

## 登場人物

### ロサンゼルス市警
コール・フェルプス（Cole Phelps）
演 - アーロン・スタトン
本作の主人公。1920年生まれ。父親と祖父は、海運業を営んでいる。サンフランシスコ出身。スタンフォード大学を卒業後海兵隊に入隊、第6海兵師団に配属され沖縄戦に従事する。軍での最終階級は中尉で、沖縄戦での活躍により銀星章を授章された。その後兵士としての行いを償うためロサンゼルス市警入りし、パトロール課、交通課、盗犯課（ストーリーでは省略されている）、殺人課、風紀犯罪課、放火特捜課へと異動（警察署）を重ねることとなる、順調に出世していったが、風紀犯罪課のラストで放火特捜課に左遷され、査問委員会まで在籍することになる、最終ミッション「更なる戦争」のラストで濁流に呑まれ殉職、葬儀が執り行われた。性格は曲がったことが嫌いで正義感が強く、頑固な面をもつ。海兵隊所属当時は沖縄で過酷な戦いをしていたものの反日感情はあまりなく逆に日本に対して関心があるふしがみられる。少しだが日本語を話せる。家族は妻と娘二人。自宅はハリウッドのサンセット・ブルーバードにあり、愛車はクライスラー・タウン&カントリー。
ラルフ・ダン（Cole Phelps）
演 - ロドニー・スコット
パトロール課でのフェルプスの相棒。
ステファン・ビコウスキー（Stefan Bekowsky）
演 - ショーン・マッゴーワン
交通課での相棒。気さくで話し好きな面がある一方で、信頼できる熱心な切れ者として交通課を中心に高く評価されている。後に殺人課の刑事へ昇進し、ラスティと組む、コールとの交流も続いている。
ラスティ・ギャロウェイ（Rusty Galloway）
演 - マイケル・マグレイディ
殺人課での相棒を務める中年のベテラン刑事。最初はコールのことを快く良く思っていなかったが、後に色々とアドバイスをしてくれるようになる。ボウリングが趣味。本名は「フィンバール」だが、そう呼ばれることは快く思っていない、風紀犯罪課への移動後も、要所要所でフェルプスをサポートし、濡れ衣がかけられた際もビコウスキーと共にコールを信じ、協力した。
ロイ・アール（Roy Earle）
演 - アダム・J・ハリントン
風紀犯罪課での相棒でチーフ・ディテクティブ。色々なツテを使いコールを同課にオファーした。シニカルな性格で、犯罪は社会の一部だと考えている。ミッキーコーヘンをはじめギャングとは友好関係にあり情報通でもある。モンローから賄賂を受け取っている、(描写を見る限り)コールが左遷されるように仕向けたのは彼であり、放火特捜課のとあるミッションで、コールと仲違いするが、コールの葬儀では彼の友人として、仲間として弔った。愛車はキャデラック62シリーズのコンバーチーブル。
ハーシェル・ビッグス（Herschel Biggs）
演 - キース・ザラバッカ
放火特捜課の相棒で壮年のベテラン刑事。1892年生まれ。初めはコールと相棒になることに反発するも、彼の真実を追いかけようとする努力や捜査センスを認めていき、徐々に受け入れるようになる、ラストミッションにおいて、コールの最期を見届けた後、エルザと行動を共にした。
ゴーダン・レアリー（Gordon Leary）
演 - ネッド・ヴォーン
中央警察署の署長で階級は警部。交通課で指揮をとることになる。コールの捜査能力を高く評価する。部下の刑事とも親しく付き合う彼は、コールの昇進通知が届いた時、惜しみつつも彼を盗犯課に送り出す。
ジェームス・ドネリー（James Donnelly）
演 - アンドリュー・コノリー
殺人課の上司で警部。アイルランド生まれ。現実主義で厳格な指揮官として、課の人間から尊敬されているのと同時に恐れられている。細かい法律は気にせず、結果を重視する彼は、自白と有罪判決のためなら容赦をしない。コールのことを信頼しており彼が風紀犯罪課に移動することをとても残念がっていた。
アーチー・コルミャー（Archie Colmyer）
演 - スティーブ・ランキン
風紀犯罪課の上司。階級は警部補。昇任するまではロイ・アールの相棒でもあった。警部もいるが何故か登場しない。
ラクラン・マッケルティ（Lachlan McKelty）
演 - ランディ・オグレスビー
放火特捜課の警部でコールの上司。彼が左遷され同課に異動してきた当初は快く思っていなかったが、徐々に信頼するようになっていく。
マルコム・カラザース（Malcolm Carruthers）
演 - アンディ・アンバーガー
検視官（医師）。事件解決の鍵となる重要な情報を提供してくれる。どの犯罪現場にでも出動している。通称マル。
レイ・ピンカー（Ray Pinker）
演 - JD・カラム
鑑識官。コールには科学捜査の結果やアドバイスをしてくれる。実在の人物で、ブラック・ダリア事件の科学捜査で活躍した。
ロジャー・ベケット（Roger Becket）
演 - ミッチェル・フィンク
事件現場写真の撮影をしている警官。1914年生まれ。
ハロルド・コールドウェル（Harold Caldwell）
演 - ブランドン・キーナー
ハリウッド警察署で盗犯捜査を担当している刑事。風紀犯罪課の一部事件でコールとロイに情報を提供する以外にも路上事件で一度登場する。
ウィリアム・ウォーレル（William Worrell）
演 - ライアン・カトロナ
LAPD本部長。ムービーシーンとDLC「ニコルソン電気メッキ工場」の事件現場に登場している。モンローとは、知り合いであり、高額な賄賂を受け取っている。郊外再開発ファンドのメンバーであり犯罪に関与している。モデルは、1941年から1949年まで実際にロサンゼルス市警本部長を務めたクレメンス・ビ・ホラル。

### 事件関係者

#### 主な関係者
ジャック・ケルソー（Jack Kelso）
演 - ギル・マッキニー
フェルプスの戦友で一緒に沖縄で参戦した男性。戦後、損害保険会社であるカリフォルニア火災生命にて保険調査官を勤めるも、後にピーターソン検事補から誘われロサンゼルス検事局へ転職する。放火特捜課の一部の事件では彼を操作することになる。名前は朝鮮戦争で戦死しメダルオブオナーを授与されたジャック・ケルソーからつけられている。
Dr. ハラン・ジェイ・フォンティン（Harlan Fontaine）
演 - ピーター・ブロンクイスト
精神科の医師。精神医学の非常勤講師として南カリフォルニア大学で教鞭をとっており、LAPDの本部長やモンローといった有力者とも親交がある。軍の船から盗まれたモルヒネの全てをシェルドンから受け取った人物。また、生前は殺人と殺人未遂の容疑がかかっていた。モンローは有事の際には全ての罪をフォンテインに被せるつもりだった。ワイルシャー地区や市内の幾つかに診療所を構える。
エルザ・リクトマン（Elsa Lichtmann）
演 - エリカ・ハイナツ
ジャズ・クラブ「ブルームーン」の歌手。ドイツ生まれ。彼女もフォンティン医師の患者だったが、ジャックが調査している事件のことを診察の際に話したことから口封じに殺されかけた。
コートニー・シェルドン（Courtney Sheldon）
演 - チャド・トッドハンター
ファンティンの教え子で南カリフォルニア大学医学部の学生。沖縄戦では第6海兵師団所属の衛生兵として、フェルプスやジャックと共に戦った。戦友と共にモルヒネを盗んだ容疑者の一人。
アイラ・ホグブーム（Ira Hogeboom）
演 - J・マービン・キャンベル
シェルドンの友人で戦友。統合失調症を抱えていて、シェルドンがフォンティン医師に診察を依頼した患者。害虫駆除の仕事をしていたがフォンティンにそそのかされて住宅に放火をしていた。
リーランド・モンロー（Leland Monroe）
演 - ジョン・ノーブル
エリシアン・フィールズという不動産開発会社を経営している有力者だが、裏ではフリーウェイ建設の利権を得るため、粗悪な木材を使用した住宅を建築させる詐欺師であった。LAPD本部長や市長とは親しい間柄だが、有事の際はドクター・フォンティンに全ての罪を被せるつもりであったのとフォンティンが死亡したと聞き笑っていたことから仲が良くない。ストーリー終盤でジャックに膝を撃たれて意識不明の重態に陥る。負傷前はサンタモニカ・ブルーバードにある豪邸に暮していた。

#### その他の関係者
エイドリアン・ブラック（Adrian Black）
演 - ラリー・クラーク
交通課の事件「運転席」にて、事件を装い妻のマーガレットから姿を消し、友人のアパートへと滞在していたことから詐欺罪で逮捕された男性。33歳。その後は釈放され、妻の元へと戻り平穏な生活をしているとフェルプスとビコウスキーの会話から明らかになる。ダウンタウン北にある住宅街に暮らしている。愛車は、ブルーのリンカーン・コンチネンタル・クーペ（事件前まで）。
マーガレット・ブラック（Margaret Black）
演 - ケイト・コナー
エイドリアンの妻。30歳。フェルプスからエイドリアンが事件に巻き込まれ行方不明になり負傷した可能性があると聞き、不安になった模様。後にエイドリアンは逮捕されたが、彼女は彼を許し、二人は平和な生活を送ることになる。
ジュン・バラード（June Ballard）
演 - マリア・チナ
交通課の「堕ちた偶像」に登場しているハリウッド女優。姪のジェシカ・ハミルトンと共に映画プロデューサーのマーク・ビショップに殺害されそうになる。夫は元LAPDの警部でギャングのボスであるガイ・マカフィ。彼女のモデルは実在したガイ・マカフィの妻である元女優のJune Brewster。
ガイ・マカフィ（Guy McAfee）
ジュン・バラードの夫。実在した人物で元LAPDの風紀犯罪課警部で退職後はラスベガスやロサンゼルスでナイトクラブやカジノを経営している。ギャングのボスである。バラードとの通話のみで登場。
リロイ・サボ（Leroy Sabo）
演 - ジェフリー・ヴィンセント・パライズ
交通課の「天国で結ばれた夫婦」に登場。カフェバーの経営者。プレイヤーの選択により警告射撃で逮捕されるか死亡する。
カーティス・ベンソン（Curtis Benson）
演 - ジム・アベル
カリフォルニア火災生命保険の副社長であったが、レーランド・モンローと共に保険金詐欺の容疑でジャックに摘発され職を解任される。ハリウッドの高級マンションで生活をしている。趣味はゴルフ。
ミッキー・コーヘン（Meyer Harris "Mickey" Cohen）
演 - パトリック・フィッシュラー
ロサンゼルスに居を構えるユダヤ人のギャング。実在の人物。1940年代から50年代にかけてロサンゼルスで暗躍した。
ジョニー・ストンパナート（Johnny Stompanato）
演 - アンディ・ダヴォリ
ミッキー・コーヘンの用心棒。実在の人物。
ファン・フランシスコ・バルデス（Juan Francisco Valdez）
演 - ジェフリー・リヴァス
交通課のDLC「領事の車」で登場する。駐ロサンゼルス・アルゼンチン総領事。公用車であるパッカード・クリッパー・エイトを盗まれ、盗難届を出す。愛車はイスパノ・スイザ。
バーノン・マップス（Vernon Mapes）
演 - ジャック・コンレイ
元LAPDの風紀犯罪課の刑事。ロサンゼルス市警を退職後は、ヒューズ航空の警備主任を務めている。火災特捜課のDLC「ニコルソン電気メッキ工場」に登場する。
ハロルド・ストンマン（Harold Stoneman）
演 - ジョン・プロスキー
開業医。風紀犯罪課のDLC「裸の街」で登場する。被害者であるジュリア・ランドールの主治医であった。

### その他
レナード・ピーターソン（Leonard Petersen）
演 - ラリー・サリヴァン
ロサンゼルス検事局検事補。ジャックをオファーした人物である。LAPDの風紀犯罪課の汚職事件の捜査を担当していたがジャックによりリーランド・モンローを摘発することになる。
アルベルト・リンチ（Albert Lynch）
演 - マイケル・シェイマス・ワイルズ
放火特捜課の事件で登場。ロサンゼルス市消防局の火災調査官。
フレッチャー・ブーロン（Fletcher Bowron）
演 - J・パトリック・マコーマック
ロサンゼルス市長。3つのムービーシーンと放火特捜課のDLC「ニコルソン電気メッキ工場」の事件現場に登場する。実在した人物で、彼は共和党に所属し1938年9月26日から1953年6月30日まで同市市長を務めた。
ベンジャミン・シーゲル（Benjamin Siegel）
会話や新聞で言及される実在の人物。別名はバグシー・シーゲル。ラスベガスをギャンブル産業で築いたことでも有名な大物ギャング。
ジャック・ドラグナ（Jack Dragna）
会話で言及される実在の人物。ミッキー・コーヘンとはライバル関係にあるギャングのボス。

## マップ
- 舞台となる1947年当時のロサンゼルス市内を忠実に再現されており、街中には、ダイナー、レストラン、ガソリンスタンド等があるがプレイヤーは何れも利用ができない。
- ダウンタウン、工業地帯、住宅街等が存在する。

### ランドマーク

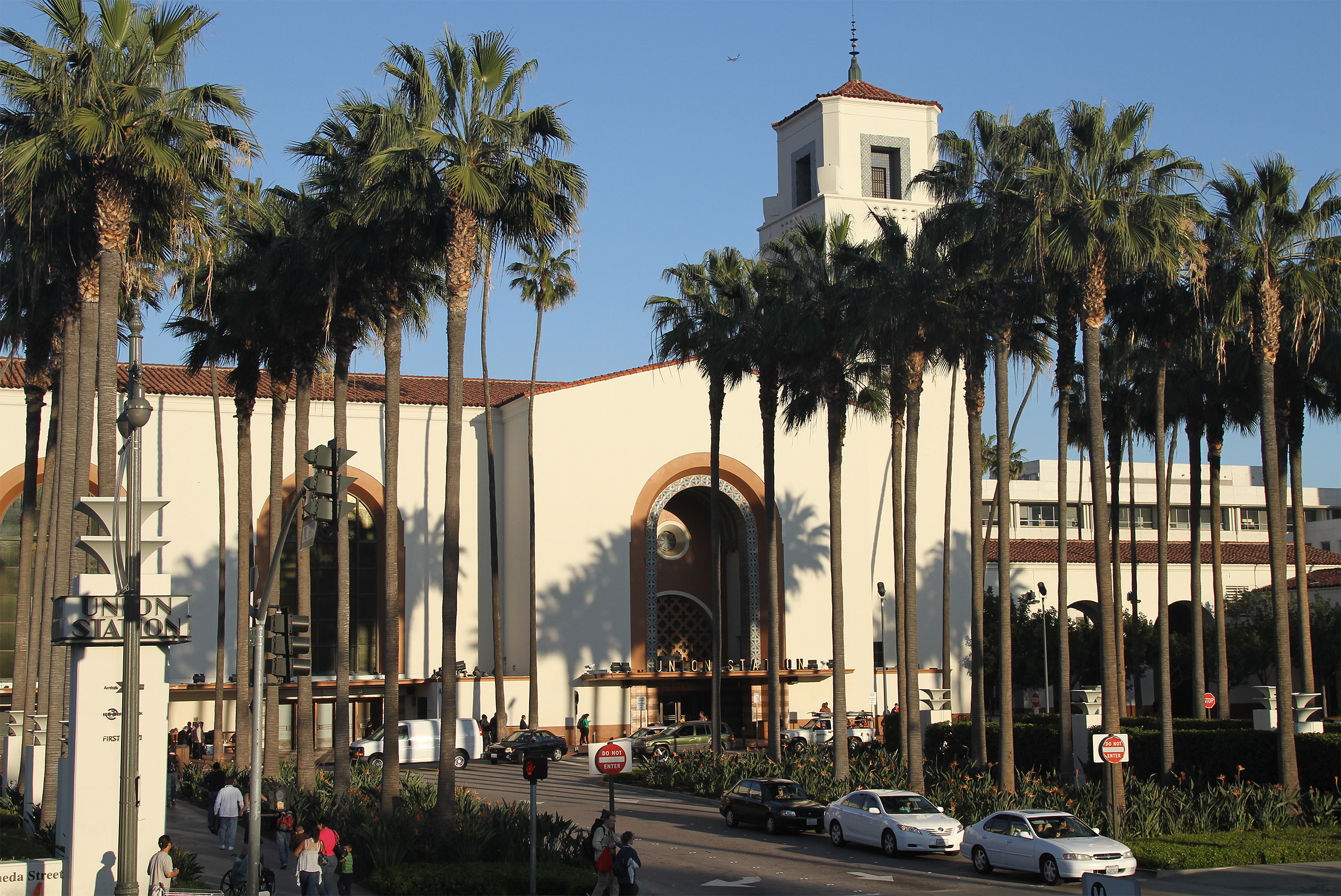
ユニオン駅

ランドマークとして設定されている建物・施設はその近くを通過するだけでマップ上に記録され、以後マップ上の地点にカーソルを合わせると簡単な解説文を読むことができるようになっている。

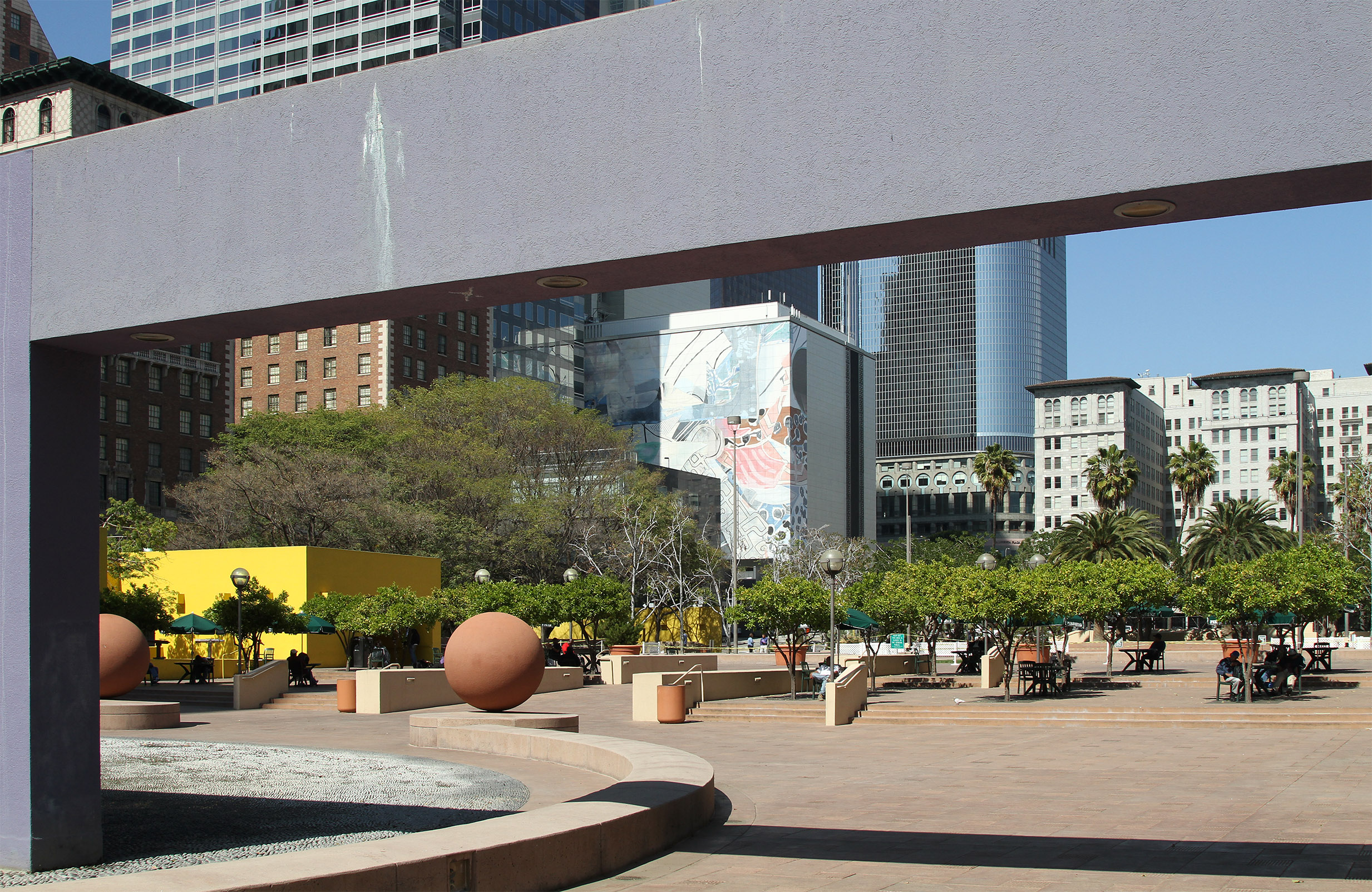
現在のパーシング・スクエア

- パーシング・スクエア

ダウンタウンにあるパーシング・スクエアは、その名をジョン・ジョセフ・パーシングにちなみ、特徴的な噴水で有名な広場。戦後一時的に荒廃したが後に整備され、現在では、噴水がなくなり近代的なビルに囲まれている。殺人課の捜査で行くことになる。
- 4番街高架橋

1931年に開通したロサンゼルス川に架かる橋。
- 6番街高架橋

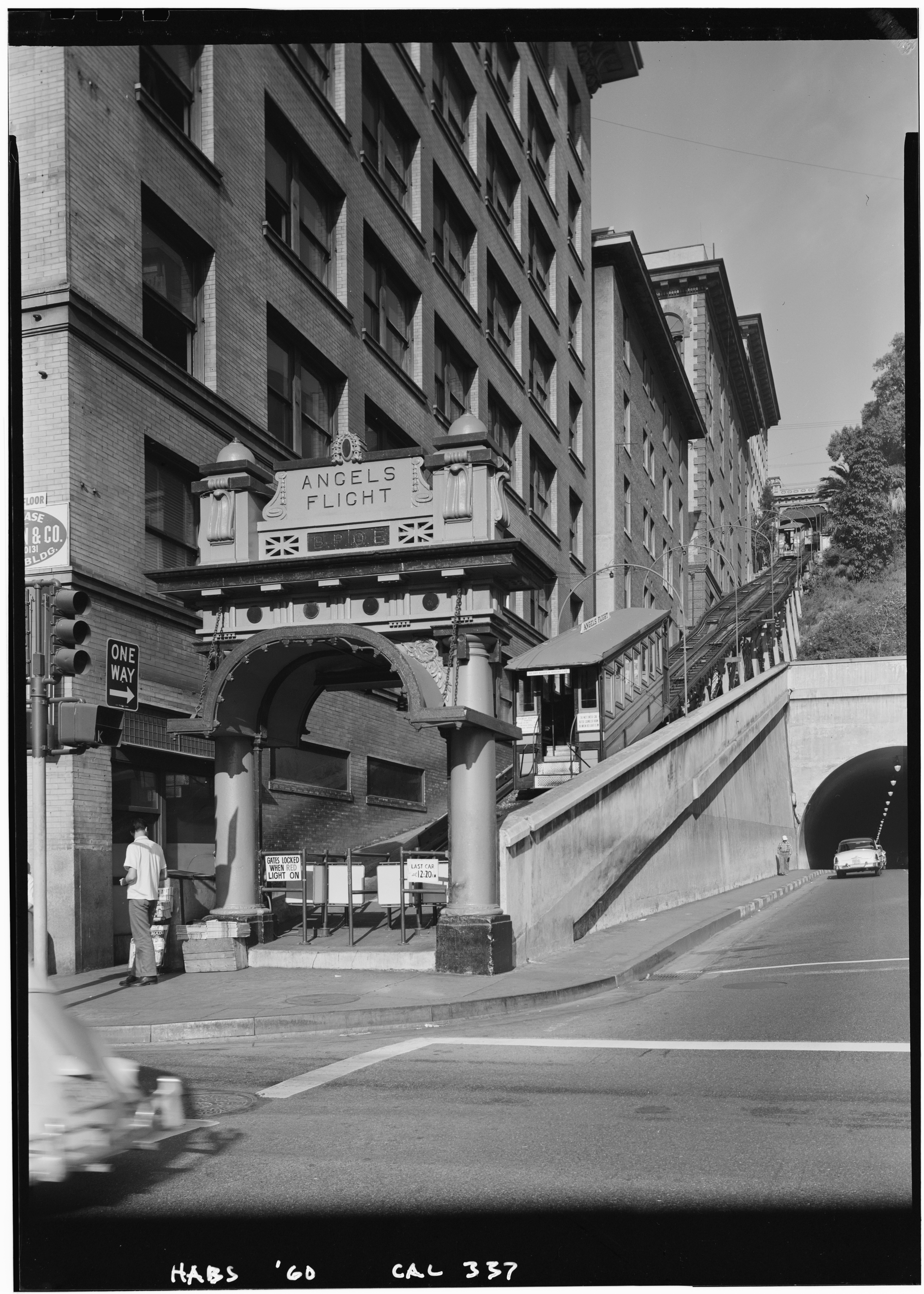
現在の位置に移設される前のエンジェルス・フライト
（1960年撮影）

 1932年に開通したロサンゼルス川に架かる橋。
- エンジェルス・フライト

走行距離が90mという世界で最も短い鉄道（ケーブルカー）。1900年代に坂を移動するためにつくられた。1/2ブロック南へ移設された上で現存する。。
- ブラウン・ダービー

ウィルシャー・ブルーバードにあるダービーハットの形をしたレストラン。1926年に開業し、1980年に閉店した。
- バロックス・ウィルシャー

1929年に建てられたデパートである。現在は閉店し、隣接するロースクールが建物を保有、多くの映画やPVの撮影に使用された。
- キリストの茨の冠

1858年に作られた古い教会。1939年に倒木により半壊し、廃墟となっている。
- チャイナタウン

1939年に完成した中華街。中国系移民が店を開いている。
- クロスロード・オブ・ザ・ワールド

1936年に完成したアメリカ初のショッピングモール。
2024年現在も地球儀を冠した船のような建物が残っている。
隣の教会も現存する。
- エル・パブロ・デ・ロサンゼルス

ユニオンステーションからワンブロック先にある歴史的地区。1781年に11世帯によってロサンゼルス市が設立された場所である。
- グローマンズ・チャイニーズ・シアター

ハリウッドに建っている中国風建築の劇場。2018年現在も観光スポットの一つとなっている。
- ホテル・ルーズベルト

1927年に建てられた有名ホテル。当時、映画界の超大物であったルイス・B・メイヤー、ダグラス・フェアバンクス、メアリー・ピックフォードの3人によって創設され、ホテル名はセオドア・ルーズベルトにちなんでいる。
- イントレランスのセット

映画監督、D・W・グリフィスが1916年に撮った大作映画 『イントレランス』で使われた、古代のバビロンを再現した巨大セット。彼は何年も経済的に困窮し、撤去する費用も用意できなかったため、長年放置されたままであった。その間、少しずつ壊れ、荒廃していく無人のセットには、いつしか非公式な観光名所として観光客や見物人が訪れるようになっていった。実際のセットは1940年(L.A.ノワールのストーリー上では1947年)に取り壊されている。交通課「落ちた偶像」と殺人課「半月の殺人鬼」で行くことになる。
- LA冷凍倉庫社

1895年創業の大きい冷凍倉庫で、現在も使用されている。
- 記録保管所

中央警察署近くにある郡記録保管所。事件の捜査で2回行くことになる。捜査以外でも入館が可能。
- ロサンゼルス・イグザミナー

1914年に竣工した新聞社の本社。
- ロサンゼルス・カウンティー・美術館

大規模な美術館。いつでも入館が可能であり、実際の美術館のように絵画を鑑賞することができる。
- ロサンゼルス市公共図書館

大規模な図書館。入館はできない。殺人課の捜査で行くことになる。
- マッカーサー公園

ウィルシャーにある大規模な公園。名称は、GHQの司令官であったダグラス・マッカーサーからつけられている。
- メインストリート・ターミナル

バスと鉄道（パシフィック電鉄）のターミナル。
- マックスファクタービル

大手化粧品ブランド。当時からハリウッドの映画スタジオやスターが愛用していた。
- ムッソ＆フランクス

1919年に開店したレストラン。創業当時からハリウッド・スター達が利用していた。現在も営業中。
- ナショナル・ビスケット・ファクトリー

現在では、ナビスコとして有名な会社の工場兼西海岸本部。建設に200百億ドルかかった。現在は当時の内装を活かした高級集合住宅に改装されている。
- パーク・プラザ

エルクス慈善保護会(BPOE)が所有していた施設。現在は売却されホテルとなっている。
- RKOシアター

ラジオ・キース・オルフェウム映画会社の映画館。現在は解体されている。
- ブラッドベリー・ビル

1893年に建てられた5階建てのオフィスビル。
- グッド・サマリタン病院

ロサンゼルスにある有名な病院である。院内には入ることはできない。駐車場にはビュイック救急車が数台止まっている。2019年現在でも存続している。
- ザ・メイフェアホテル

1926年に建てられたホテル。場所は7thストリートにあり、ダウンタウンからは若干離れている。2019年現在も営業している。
- ユニオン・ステーション

ロサンゼルスの大規模な鉄道駅である。とある捜査で被疑者を逮捕する場所でもある。ロサンゼルスの玄関口でもあることから24時間営業でいつでも入ることが可能。駅内には、新聞売り場や売店などがあり、列車の発着のアナウンスが流れている。ホームにはユニオン・パシフィック鉄道の列車が発着する。駅正面にはイエローキャブと路線バスが数台駐車されている。近くには路面電車の乗り場がある。
- ウエストレイクのタール坑

天然アスファルトの池。数万年前のマンモスやナマケモノの化石、BP10000年頃のものと見られる女性の化石など、さまざまな考古学的資料が発見された。現在は博物館として公開されている。
ゲームではマッカーサー公園の南西に位置するが、実際はもっと西南西に位置している。

### その他
- ヒューズ・エアクラフト

1997年に倒産した航空機会社。DLCの放火特捜課の事件で訪れる。事件では憲兵が常駐しているがその他ではスタッフカーがあるのみ。社屋建物の横には、広大な敷地があるが、ハリウッドスター等が眠るHollywood Forever Cemeteryである。また、実際ではヒューズ・エアクラフトの場所はパラマウント映画スタジオとなっている。
- キーストン・スタジオ
- ロサンゼルス市役所

## 事件一覧

### 警邏課
- 心の鏡(Upon Reflection)
- 武装強盗(Armed & Dangerous)
- 見覚えのある男(Warrants Outstanding)
- 購入者要注意(Buyer Beware)

### 交通課
- 運転席(The Driver's Seat)
- 領事の車(The Consul's Car)
- 天国で結ばれた夫婦(A Marriage Made in Heaven)
- 迷走する登録証(A Slip of the Tongue)
- 墜ちた偶像(The Fallen Idol)

### 殺人課
- 赤い口紅殺人事件(The Red Lipstick Murder)
- 金の蝶(The Golden Butterfly)
- 絹のストッキング殺人事件(The Silk Stocking Murder)
- 白い靴の女(The White Shoe Slaying)
- スタジオ事務員殺人事件(The Studio Secretary Murder)
- 半月の殺人鬼(The Quarter Moon Murders)

### 風紀犯罪課
- ブラック・シーザー(The Black Caesar)
- リーファー・マッドネス(Reefer Madness)
- 罠(The Set Up)
- 裸の町(The Naked City )
- 明白なる運命(Manifest Destiny)

### 放火特捜課
- ガス工場の男(The Gas Man)
- エリシアンフィールズの散歩(A Walk in Elysian Fields)
- 砂の城(House of Sticks)
- 義理の招待状(A Polite Invitation)
- ニコルソン電気メッキ工場(Nicholson Electroplating)
- 更なる戦争(A Different Kind of War)

## 路上犯罪一覧
警邏課を除く全ての課でプレイできるサブミッション 本部からの無線に応答することでプレイできるが、プレイしなくても本編に影響することはない。

### 交通課
- 薬局へ行こう(Boxing Clever)
- 宇宙線(Cosmic Rays)
- マスクド・ガンマン(Masked Gunman)
- 靴ドロボウ(Shoo-Shoo Bandits)
- ギャング戦(Gangfight)
- アマチュア・アワー(Amateur Hour)
- 舞い降りる死(Death from Above)
- 劇場強盗(Theater Robbery)
- 質屋強盗(Pawnshop Holdup)
- ホテル強盗(Hotel Bandits)
- ミリタリー・サープラス(Army Surplus)
- 責任転嫁(Hung Out to Dry)

### 殺人課
- 復讐の元夫(Vengeful Ex)
- 死の覚悟(Death Plunge)
- 魚の缶詰(Canned Fish)
- 強盗失敗(Would Be Robber)
- ランニングバトル(Running Battle)
- 銀行破り(Bank Job)
- 不首尾な強盗(Unsuccessful Holdup)
- 警官殺し(Cop Killer Shot)
- ハニーボーイ(Honey Boy)
- 言語の壁(Misunderstanding)
- 水よりも濃し(Thicker Than Water)
- 強盗殺人(Killer Bandits)
- ボウリング強盗(Bowling Lane Robbery)

### 風紀犯罪課
- 赤狩り(Commies)
- 屋上のドラマ(Fatal Plunge)
- 予想的中(Against the Odds)
- 白昼の強盗(Daylight Robbery)
- 包囲作戦(The Blue Line)
- ズート・スーツ・ライオット(Zoot Suit Riot)
- 鬼ごっこ(The Badger Game)
- カメラの悪用(Camera Obscura)
- 秘密主義者(Secret Keepers)
- 最悪のデート(Bad Date)

### 放火特捜課
- 事故の多い男(Accident Prone)
- 紙袋強盗(Paper Sack Holdup)
- カフェ強盗(Cafe Holdup)
- バスセンター発砲事件(Bus Stop Shooting)
- 最良不動産(Hot Property)

## 登場武器

### 拳銃
- Colt M1911
- Star Model P
- Browning Hi-Power
- .38 Detective Revolver
- Smith & Wesson Model 27
- FN Browning 1922
- M1917 revolver
- Nickel Plated Pistol:コール・フェルプス仕様のゲーム・オリジナル銃

### 散弾銃
- 12 Gauge Pump Action Shotgun:イサカM37をベースにしている。

### ライフル
- Browning Automatic Rifle
- M1 Garand

### サブ・マシンガン
- Thompson M1
- Chicago Piano Gun:DLCにて配信。ゲーム・オリジナル銃。トンプソン・サブマシンガンをベースにしている。ちなみにトンプソン・サブマシンガンは「シカゴ・タイプライター」の通称があった

### その他
- Flame Thrower:火炎放射器。最終ステージで使用可能である。M2火炎放射器をベースにしている

## 登場車両
合計で95車種が登場し、全て実車である。ゲームに収録するにあたってはアメリカのエンターテイナーでありカーマニアとしても著名なジェイ・レノのコレクションが参考にされた。

### 警察車両

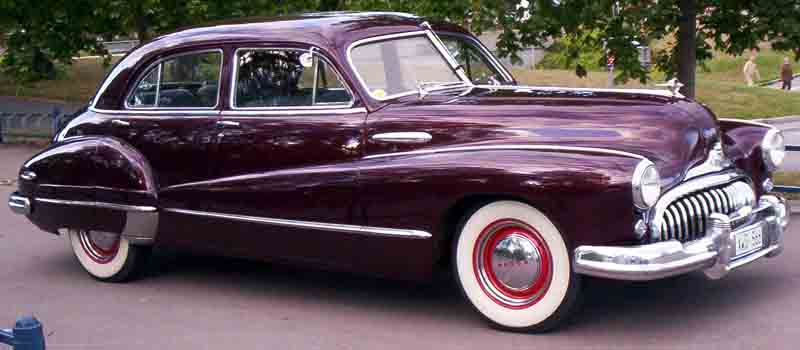
ビュイック・スーパー

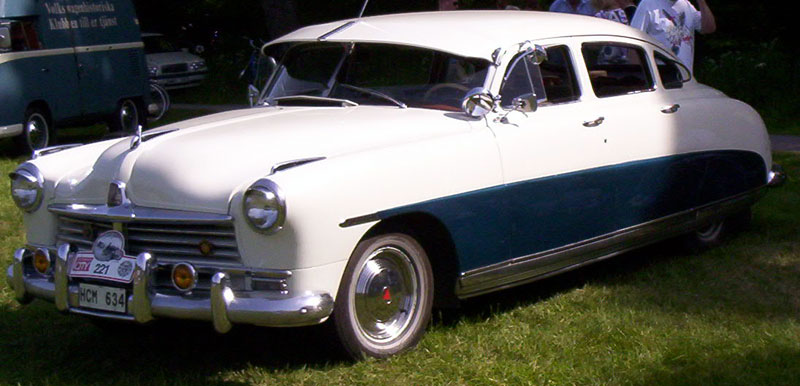
1949 ハドソン・コモドール

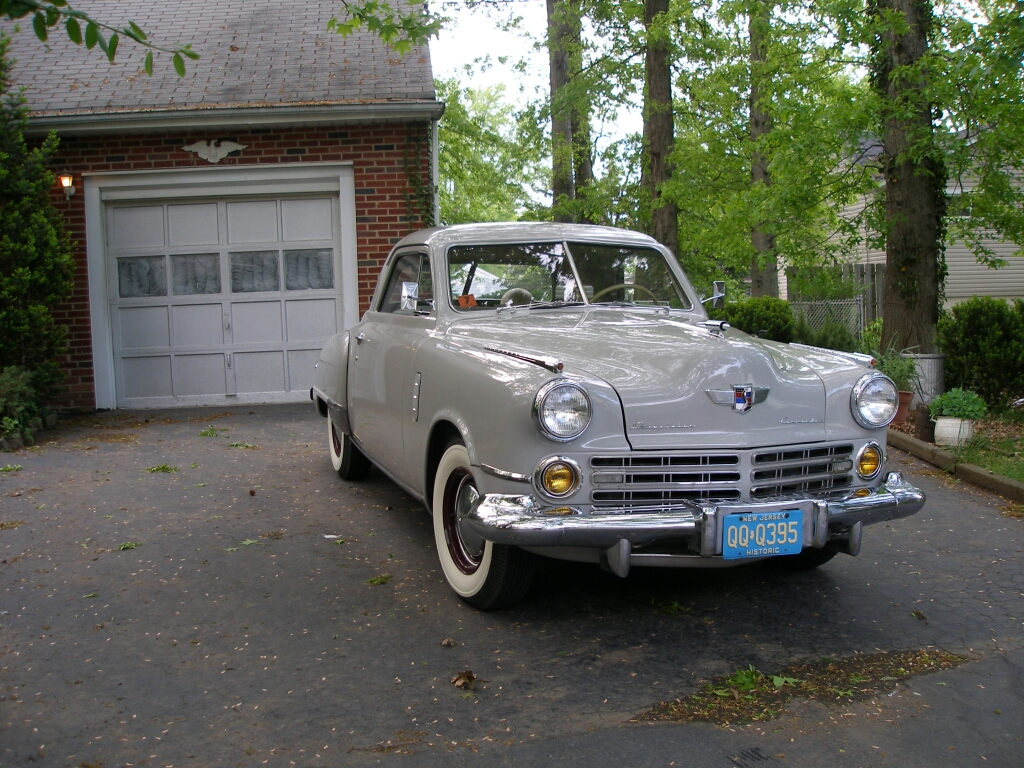
1947 スチュードベーカー・コマンダー

- フォード・スーパーデラックス・ポリス・スペシャル

警邏用の車両。コールが警ら課勤務時に乗る車である。ストーリー最初で運転する車両でもある。街中で頻繁に見かける以外にも事件現場、各警察署、ダウンタウンにある裁判所にも駐車されている。
- ビュイック・スーパー

交通課の覆面車、事件現場に停車していたり、ウィルシャー署(交通〜風紀犯罪時代)にも一台停車しているほか、風紀犯罪課のミッションで監視対象の女性を尾行する際にコールが単独で使用。ラストミッションでは敵として追跡の妨害をしてくる。
- ナッシュ・スーパー600

殺人課で使用する覆面車、風紀犯罪課・放火特捜課時代のラスティが出てくる事件では、事件現場に停車している。
- キャデラック・シリーズ・62・コンバーチブル

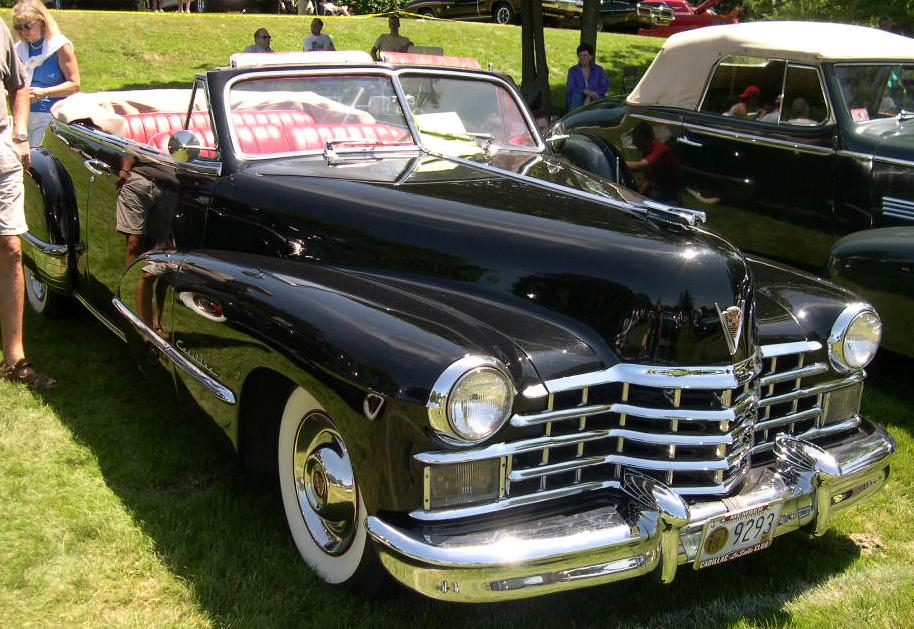
1947 キャデラック・シリーズ・62・コンバーチーブル

風紀犯罪課で使用する覆面車。ロイの愛車を警察仕様に改造した。
- ハドソン・コモドール

放火特捜課の覆面車、ストーリーの展開上、コールが最後に運転する覆面車。
- シボレー・スタイルライン・コロネーズ・バン

被害者や被疑者の遺体を運ぶ際に登場する。
- インターナショナル・KB6・ポリス・ワゴン

護送車。被疑者を逮捕した際や事件現場、ロードブロックする際に登場。
- スチュードベーカー・コマンダー

2ドアの警察車両。事件現場に止まっている。写真撮影する私服警察官が乗っている。
- シボレー・フリート・マスター・2ドア

ロサンゼルス検事局のジャック・ケルソーの愛車であるクーペ。一般のフリート・マスターと比べて、トップ・スピードが引き上げられていて、走行性能が高めである。色はブルー。

### 2ドア

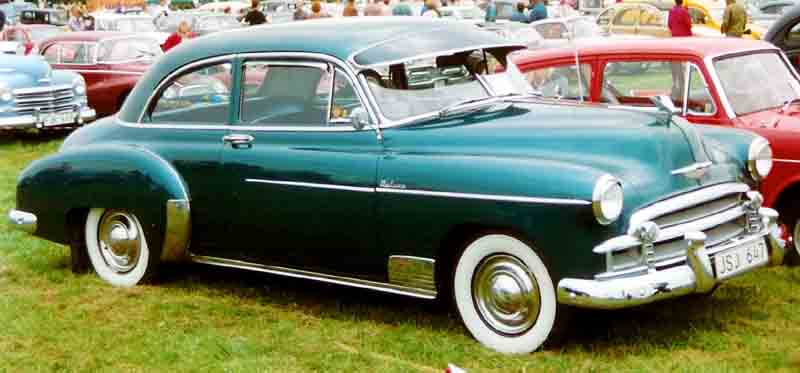
シボレー・スタイルライン

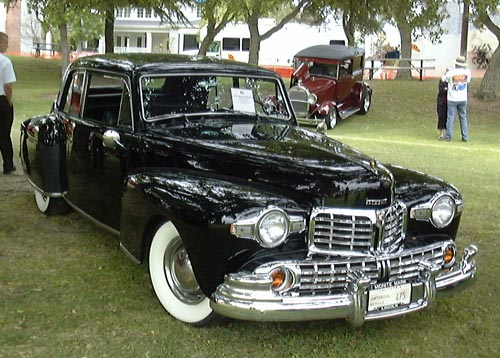
リンカーン・コンチネンタル・クーペ

- ビュイック

ビジネス・クーペ、クーペ、エイト・コンバーチブル、エイト・クーペ、2ドア・セダネット、・カスタム
- シボレー

フリートマスター・2ドア、スタイルライン、タウン・アンド・カントリー
- コード・ハードトップ
- フォード

コンバーチブル、カスタム、2ドア、ビジネス・クーペ、チューダー・コンバーチブル、V8・セダン
- デソート・カスタム
- ラサール・V8・セダン
- リンカーン・コンチネンタル・クーペ

- ナッシュ・スーパー・600
- パッカード・カスタム
- パッカード・クリッパー・エイト
- パッカード・クリッパー・シックス
- ポンティアック・トーピード・シックス
- スチュードベーカー・コマンダー

### 4ドア

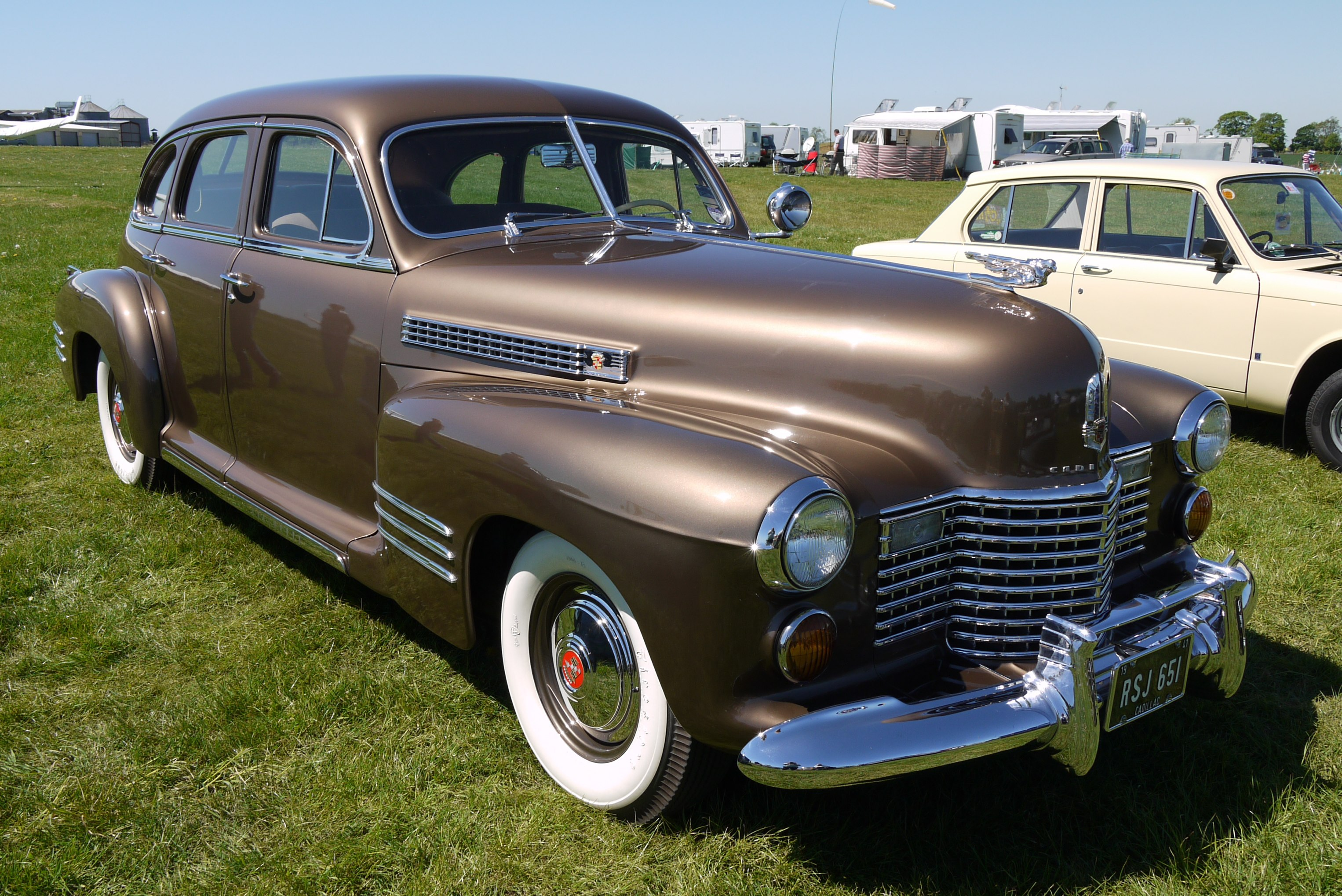
キャデラック・61シリーズ

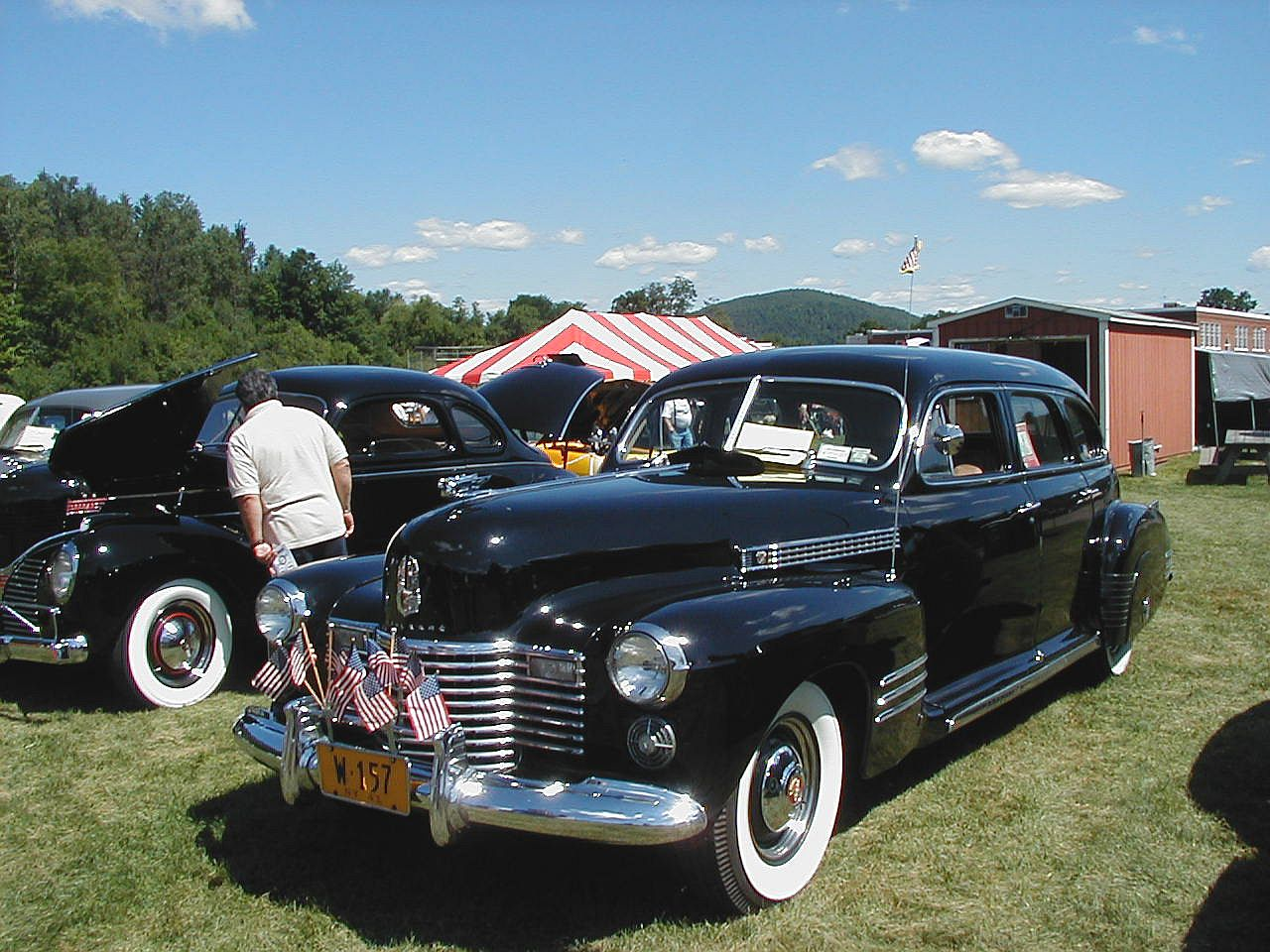
キャデラック・75・リムジン

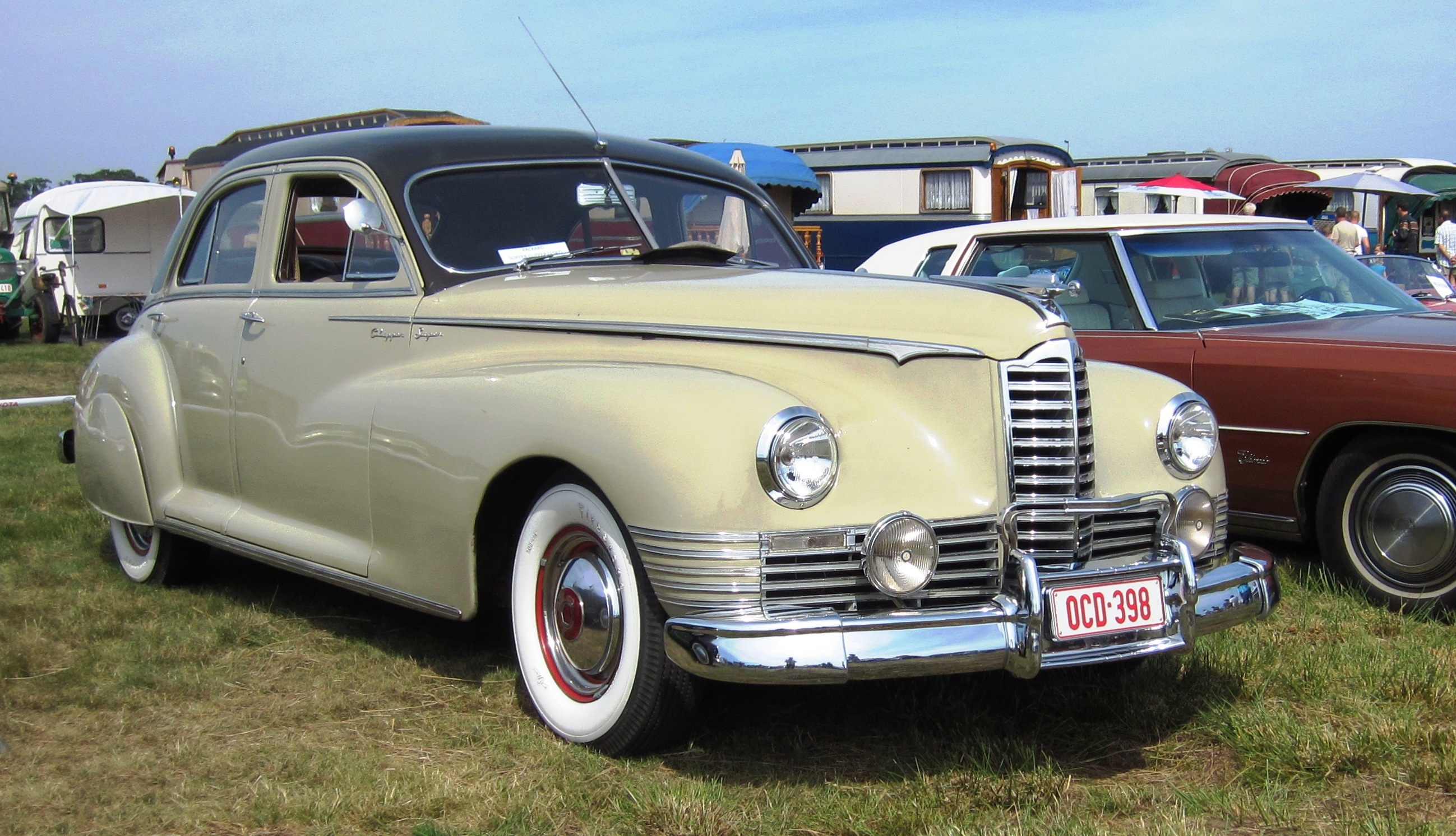
パッカード・クリッパー

- キャデラック

ラサール・シリーズ50、シリーズ61・ツーリングセダン、シリーズ61
- キャデラック・75・リムジン

リムジン。ハリウッド周辺で見かけることが多い。
- プリムス

P5、セダン、スペシャル・デラックス・シックス
- シボレー・セダン
- クライスラー・エアフロー
- デソート・カスタム・サバーバン
- ハドソン・スーパー・シックス
- インターナショナル・Dシリーズ・セダン
- フレーザー・マンハッタン
- リンカーン・ゼファー・ツーリング
- オールズモービル・ハイドロマティック88
- パッカード・クリッパー・エイト

- ポンティアック・セダン・シックス
- ウィリス・オーバーランド

### スポーツカー
- リンカーン

コンチネンタル・コンバーチブル、モデルK・ロードスター
- キャデラック・V16・コンバーチブル
- シボレー・フリートマスター・コンバーチブル
- マーキュリー・カスタム
- フォード・デラックス・コンバーチブル
- ナッシュ・ラファイエット・コンバーチブル
- オールズモービル・S98・コンバーチブル

### トラック・商用車
- インターナショナルKB8 (Polar Bear Ice Truck)
社用車。会社の駐車場にいつも止まっている。
- インターナショナル・KB8 - 上記の一般仕様

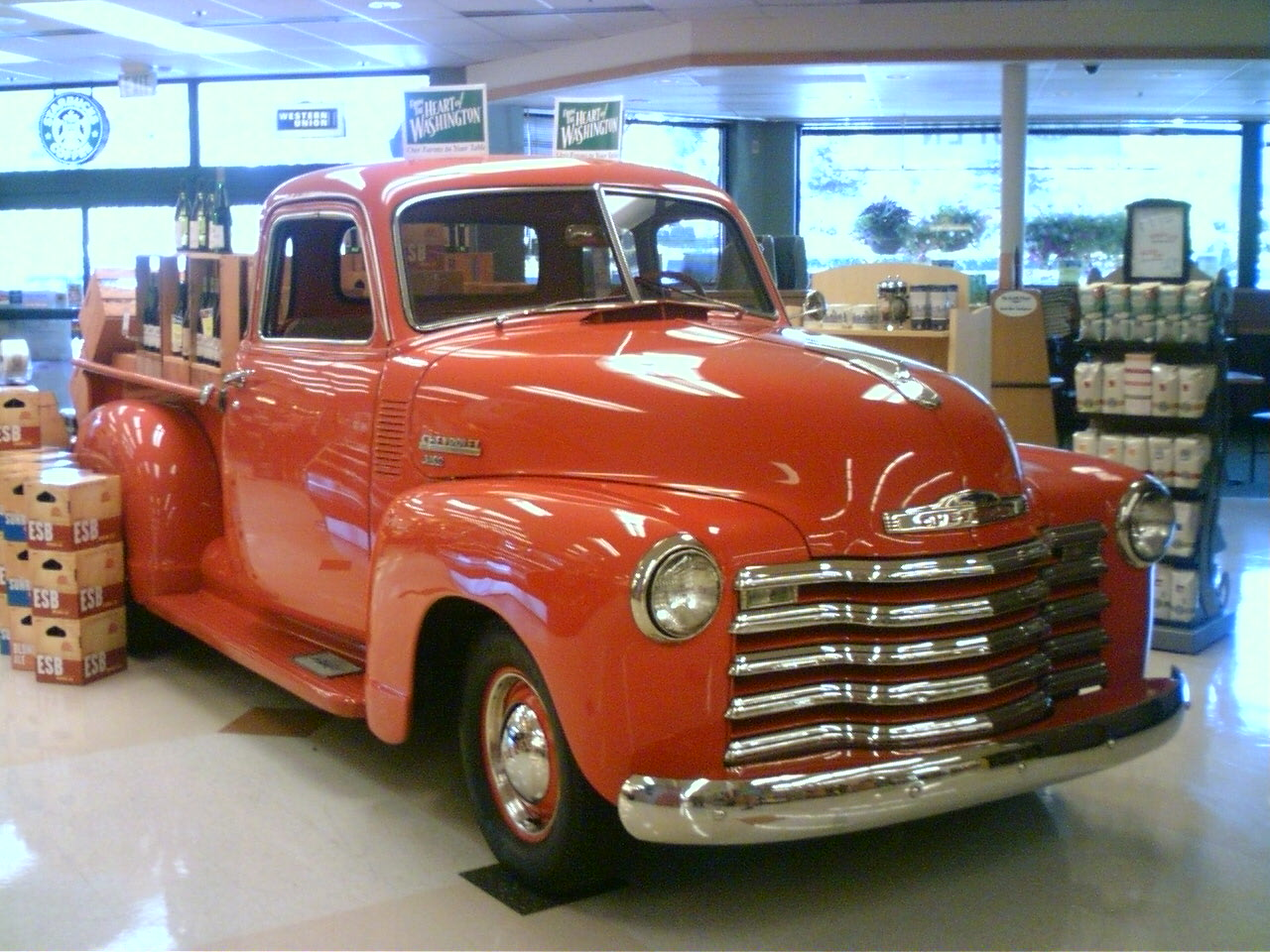
シボレーピックアップ

- インターナショナル・KB6
- インターナショナル・メトロ・KB1M
小型の配達用のミニバン。
- インターナショナル・KB5
- インターナショナル・ Dシリーズ
インスタヒート社仕様も存在する。
- シボレー・ピックアップ（1947年式）
- シボレー・バン
- シボレー・シビリアン・バン

：検視官が使用するバンとしても登場する。
- シボレー・ピックアップ（1940年式）
シボレーピックアップ
- シボレー・レッカー車
ピックアップのレッカー車仕様。ウィルシャーエリア周辺で見かける。
- GMC・ピックアップ
- アメリカン・ラフランス・600シリーズ
消防車。市内の一部消防署に駐車してある。
- 1937 ダッジ・エアフロー・タンカー
大型タンクローリー。3種類カラー違いが存在する。
- インターナショナル・ハーベスター・KB6
ゴミ収集車。荷台の艤装はハイル社のコレクトパック。
- 1940 マック・E
ラメズ中古品店の配送トラック。風紀犯罪課「ブラックシーザー」でこのトラックを追いかけることになる。車は会社に常時駐車されているが、プレイヤーは乗ることが出来ない。
- 1947 フォード・パネル・デリバリー
放送局の車。DLC「ニコルソン電気メッキ工場」(放火特捜課)での工場の爆発現場に止まっている。プレイヤーは運転できない。

### 軍用車
- ナッシュ・デラックス・アーミー

ロサンゼルス郊外の軍基地と南ハリウッドにあるヒューズ・エアクラフト工場の敷地内に駐車されている。アメリカ軍将校の移動用に使われている、いわゆるスタッフカー。4ドアだが警察車両と同等の走行性能を持つ。

### 公共サービスカー
いずれも、乗客として利用できない。
- ホワイト・モデル798・バス

路線バス。市内を走行している以外にもユニオンステーションやバスディーポに駐車されている。プレイヤーは運転不可。
- デソト・カスタム・サバーバン・タクシー

タクシー。街中で見かける以外にもユニオンステーションにも一台止まっている。走行性能は警察車両並みに高い。

### 救急車
- ビュイック・救急車

ライトバンタイプの緊急車両。ランドマークの一つである「グッド・サマリタン病院」に駐車されていたり市内を走っている。
- フォード・救急車

ミニバン・タイプの車両。中央病院、中央遺体安置所に駐車されている以外にも一部事件現場にも出動している。

### ボーナスカー
下記の車両は市内のガレージに駐車されている。
- キャデラック・タウンカー

- クライスラー・ウッディー
- チシタリア・クーペ
- コード810・ソフトトップ
- デイビス・デラックス
- ドラージュ D8 120

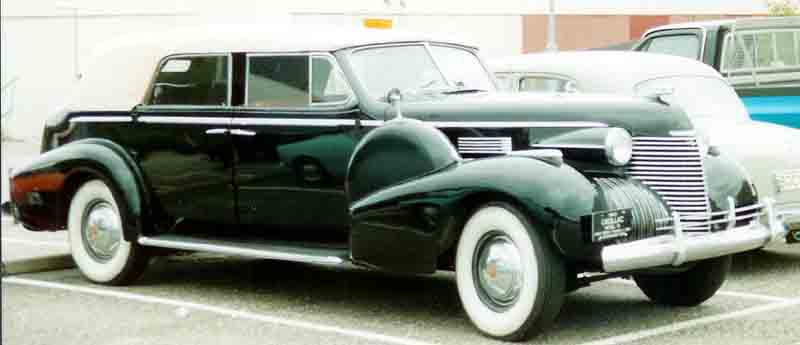
キャデラック・タウンカー

- ドラージュ D8-120 S・プルートー・エアロ・カンパニー

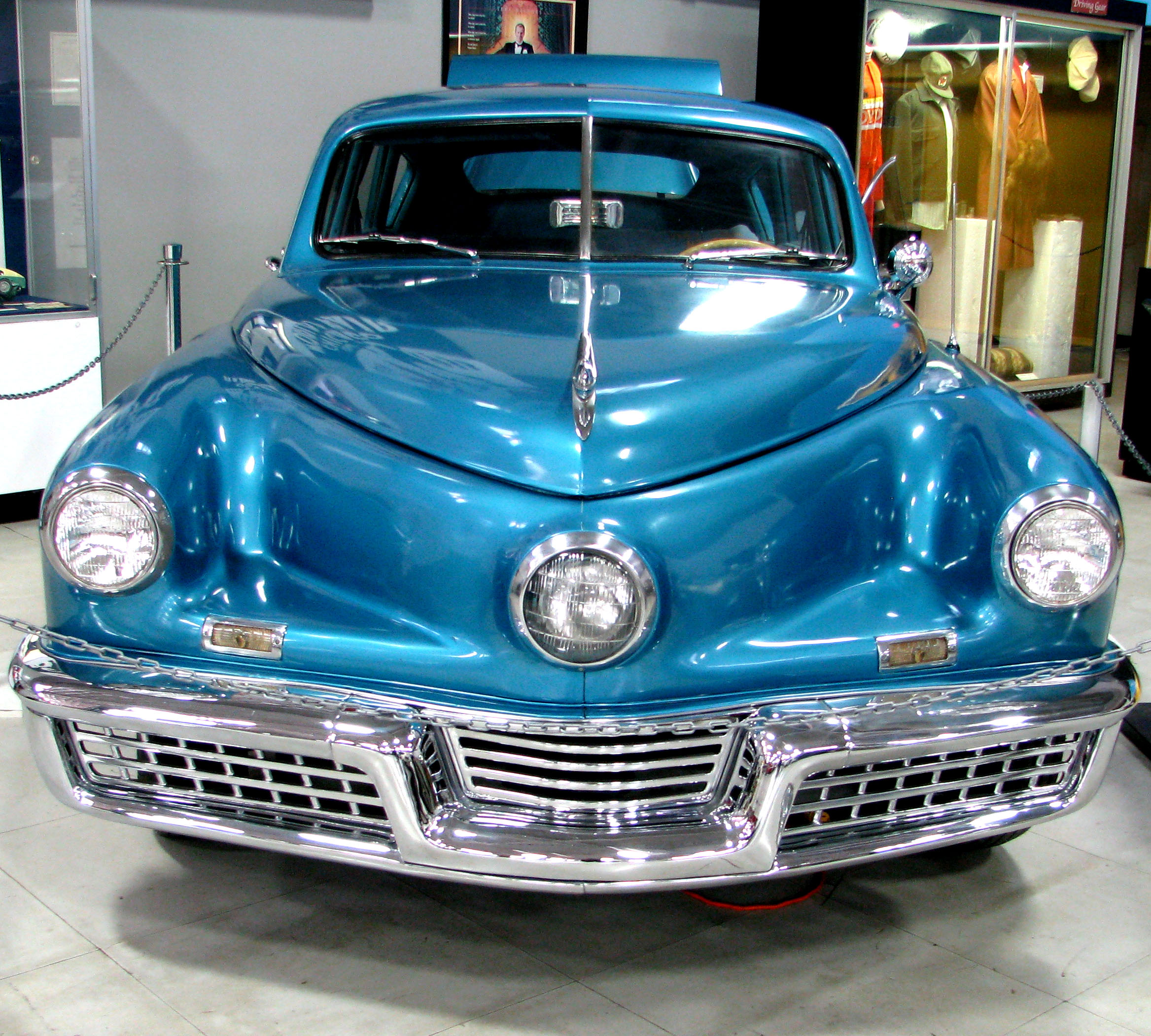
1948 タッカー・トーピード・セダン

- ドライエ・135MS・カブリオレ
- デューセンバーグ・ウォーカー・クーペ
- ファントム・コルセア
- スタウト・スカラブ
- タルボ・GS26
- タッカー・トーピード

ヒューズ・エアクラフト警備主任のマップスの愛車でもある。
- ヴォワザン・C7
- フォード・H・ボーイ

32年型などのクーペを改造してホットロッド仕様にして、フェンダーを取り去ったスタイルのものを「ハイボーイ」と呼ぶ。交通課の「領事の車」での容疑者の愛車である。

### その他
下記は、プレイヤーが乗ることができない。
- セスナ・195

小型飛行機。
- インターナショナル・ハーベスター TD-9 ブルドーザー

ブルトーザー。放火特捜課の「砂の城」と路上犯罪で登場する。工事現場にも止まっている。
- パシフィック電鉄・ボールドウィン・V-1000機関車

ボールドウィン・ロコモティブ・ワークス製のディーゼル機関車。ディーゼル機関車にもかかわらずトロリーポールを備えているが、これはトロリーコンタクターを動作させるためのものである。
- パシフィック電鉄・路面電車

路面電車。24時間運転されており市内全体を網羅している。市中を走行しているのはいずれもPCCカーの5000形で、他にもハリウッドカーなどの旧型車や貨車が駅構内などに留置されている。ロサンゼルスでは1961年に廃止された。なお行き先として表示されているSubway Terminalは実際に存在したターミナル駅であり、ランドマークとして登録こそされていないものの作中でも再現されており、その名の通り市中心部を貫く長い地下トンネルの入り口となっている。
- EMD F3形ディーゼル機関車

大型のディーゼル機関車。

## サウンド・トラック
- Smoke! Smoke! Smoke! That Cigarette - Tex Williams - 1947年のカントリー・チャートでは1位であった。ビル・ボードのトップ100では5位であった。
- Move It On Over - ハンク・ウィリアムズ - 1947年のカントリー・チャートでは4位を獲得。ハンクにとって初めてのヒットとなった。
- Hey! Ba-Ba Re-Bop - Lionel Hampton & His Orchestra
- Stone Cold Dead In The Market - エラ・フィッツジェラルド & ルイ・ジョーダン
- A Slick Chick (On The Mellow Side) - ダイナ・ワシントン
- Ain't Nobody Here But Us Chickens - ルイ・ジョーダン
- Sing Sing Sing - ジーン・クルーパ
- That Ol' Devil Called Love - ビリー・ホリデイ
- Into Each Life Some Rain Must Fall - エラ・フィッツジェラルド & The Ink Spots
- A Little Birdie Told Me - Evelyn Knight
- Oop-Pop-A-Da - チャーリー・パーカー & ディジー・ガレスピー
- Monteca - ディジー・ガレスピー
- Pistol Packin Mama - ビング・クロスビー & The Andrews Sisters
- Near You - The Andrews Sisters
- Juice Head Baby - クーティ・ウィリアムス
- That’s My Desire - Martha Tilton
- My Heart is Hobo - ビング・クロスビー
- Murder he says - ダイナ・ショア
- Humph - セロニアス・モンク
- Before Long - ルイ・アームストロング
- I'm confessin' - ペギー・リー
- Maybe I Should Change My Ways - デューク・エリントン
- Wolf On The River - Amos Milburn
- Eager Beaver - スタン・ケントン
- Red Silk - Sammy Kaye
- One O'Clock Jump - カウント・ベイシー
- Bobby Sox Blues - T-ボーン・ウォーカー
- Black and Blue - フランキー・レイン
- It Was A Lover And His Lass - Maxine Sullivan
- Battle Of The Blues, Pt… - Big Joe Turner
- You Do - Margaret Whiting
- Seems Like Old Time - Vaughn Monroe

## DLC一覧表

### 7月28日配信
- L.A.ノワール ロックスター・パス[12]
- 「シカゴ・ピアノ」マシンガン[12]
- 「シカゴ・ライトニング」刑事スーツ（ロックスター・ソーシャルクラブ会員のみ）[12]
- 「裸の町」(風紀犯罪課担当事件)[12]
- 「バッジ捜索チャレンジ」[12]
- 「ブロデリック」刑事スーツ[12]
- 「シャープシューター」刑事スーツ[12]

### 8月4日配信
- 「ニコルソン電気メッキ工場」(放火特捜課担当事件)[12]

### 8月18日配信
- 「リーファー・マッドネス」(風紀犯罪課担当事件)[12]

### 9月1日配信
- 「迷走する登録証」(交通課担当事件)[13]

### 9月22日配信
- 「領事の車」(交通課担当事件)[14]

## 開発
2004年2月、Team Bondiの社長、ブレンダン・マクナマラ（Brendan McNamara）はインタビューで
「このプロジェクト（L.A.ノワール）は全てソニー・コンピュータエンタテインメント・アメリカからの出資で進行している。我々とSCEAは長期の特別な合意を締結している
（the project is wholly funded by Sony Computer Entertainment America. We have a long-term exclusive arrangement with SCEA.）。」
と答えた。2007年6月11日、ロックスター・ゲームズのデベロッパーであるテイクツー・インタラクティブは四半期ごとの収支報告の際の記者会見で、2008年度発売予定タイトルの一つとして、L.A.ノワールをPS3用ソフトで発売することを発表したが、カンファレンス・コール（決算報告電話会議）の場においては、テイクツー・インタラクティブの関係者が「L.A.ノワールが次世代機のために開発されている」と、PS3とXbox 360の両機種用にソフトを発売するほうが望ましいとも取れる発言をした。 しかし公式にはPS3用ソフトのみの発売予定とされていた。
2007年9月10日、テイクツー・インタラクティブ社は第3四半期の資産情報開示において、ゲームの発売が2009年度まで延期することを発表した。2010年1月21日、ロックスター・ゲームズはブログのQ&Aコーナーで
「もうすぐ凄いものをお目にかけることができるでしょう。ゲームデザインとそれを創りだす驚きの新技術に秘められたゲームの真髄とも言えるもの、そしてなぜそれが革新的・革命的であるのかという理由を。壮大な物語と共に長い間待ち望んでいた発表をご期待ください
（There will be something great to see soon - a proper in-depth look at the game and why it is so ground-breaking and innovative, both in terms of the game's design and the amazing new technology to support it. Expect to see a long-awaited reveal via a big cover story next month.）。」
と答えた。
そして同年2月4日、L.A.ノワールがゲームインフォーマー2010年3月号の表紙を飾ることが発表され、同時にXbox 360用ソフトとしても発売されることが確認された。
ゲームインフォーマーは20時間を超える膨大な量の台詞が収録されると報じている。その中でマッドメンにも出演していたアーロン・ステイトン（en:Aaron Staton）も主人公コール・フェルプス（Cole Phelps）の声優をつとめている。
2010年11月11日にゲーム映像が公開され、2011年上半期に発売されることが続いて発表された。2010年12月16日に流出したデベロッパーの書記では、ゲームディレクターがモーションスキャン技術を採用しているという内容が明かされた。
L.A.ノワールはプレイステーション：オフィシャルマガジン2011年1月号で表紙を再び飾り、同時に2011年3月に発売予定であることが発表された。しかし、アメリカの小売店では発売日を4月5日としているところもあり、ロックスター社もこれについてはノーコメントである。シリアル・キラー（Serial Killer）と名付けられたL.A.ノワールのトレイラーが発表二日前の2011年1月22日に流出した。このトレイラーには90秒に及ぶゲーム映像と発売日が含まれていたが、テイクツー社は著作権侵害を理由にウェブサイト上からこのトレーラーを削除した。この映像ではL.A.ノワールの発売日は5月17日とされていた。

## 開発元の破産
- 本作品は世界で400万本以上売り上げたが、開発費用を全て回収することができず、Team Bondiは2011年8月に破産を申請した。その後、映画マッドマックスシリーズやベイブシリーズなどのプロデューサーを務めるケネディ・ミラー・ミッチェルが会社を買い取った[27]。

## リマスター版
2017年11月14日(日本では12月4日)に発売された。Nintendo Switch版では初の「CERO:Z(18才以上のみ対象)」指定となった。また、Switch、PS4、Xbox One版では、いずれもオリジナル版のゲーム本編とDLCをすべて収録されている。
Switch版では、ジャイロ機能・ジェスチャー操作・HD振動などに対応した“Joy-Conモード”や、タッチスクリーン操作など、ハードウェアの特性を活かした機能や、肩越しに見渡せる新しいカメラアングルも搭載する。またPS4/Xbox One版ではグラフィックが向上し1080Pの解像度で動作するほか、PlayStation 4 ProやXbox One Xでは4K解像度でサポートする。
一方、HTC Vive版は『L…ノワール:VR事件簿』といい、オリジナル版の7つの事件をVR向けに再構成したものとなっている。『L…ノワール』では、各キャラクターを演じる役者の表情の演技までを取り込んだリアルな描写のカットシーンや尋問シーンが話題を呼んだ。